# Kriminalasylet i Trondheim
Kriminalasylet i Trondheim er et tidligere fængsel i Trondheim, Norge, som blev opført i området Skansen og Kalvskinnet i 1833. Det var tvangsarbejdsanstalt fra 1835 til 1877,  "kriminalasyl", oppbevaringsanstalt for angivelig farlige, sindslidende, for hele Norge fra 1894 til 1961, og normalt fængsel frem til 1971.
I 2003 overtog Justismuseet bygningen til sine utstillinger og kontorer.
Bygningen blev tegnet af Ole Peter Riis Høegh.

## Bestyrere
- 1895–1901: Frederik Waldemar Bødtker[1][2]
- 1901–1916: Hans Eduard Evensen[3][4][5]
- 1903–1904: Johan Scharffenberg[6] Vikar for Hans E. Evensen.
- 1916–1923: Johan Sofus Widerøe [7][8]
- 1923–1938: Karl Anton Andresen[9][10]
- 1938–1945: Egil Rian[11][12]
- 1945–1946: Nils Berner Johannessen[13]
- 1946–1961: Henry Anker Lundh[14]

### Billeder
- Frederik Waldemar Bødtker
- Hans Eduard Evensen
- Johan Scharffenberg
- Johan Sofus Widerøe
- Karl Anton Andresen
- Egil Rian
- Helt til højre forrest; Nils Berner Johannessen
- Henry Anker Lundh (i midten)